# عظائيات وجنية
العظائيات الوجنية (الاسم العلمي:†Genasauria) هي فرع حيوي منقرض من الديناصورات العاشبة المنقارية في المقام الأول. عرف هذا الفرع الحيوي لأول مرة عالم الحفريات بول سيرينو في عام 1986.
العظائيات الوجنية هي الفرع الحيوي الأكثر شمولا داخل رتبة طيريات الورك. وفقا لسيرينو (1986) فأن العظائيات الوجنية تمثل كل طيريات الورك باستثناء تلك الأكثر بدائية وهي حسب تعريف سيرينو الرسمي تشمل عظاءة ليسوتو والعظاءة الملتحمة والديناصور ثُلاثيُّ القُرون أحدث سلف مشترك وجميع نسلهم".

## التصنيف
التصنيف التالي مقترح:
- العظائيات الوجنية
  - حاملات الدروع
    - العَظَاءَةُ القُصَيْعَية
    - الأنكيلوصوريات
    - الستيغوصوريات

  - طيريات الورك الحديثة
    - طيريات الأرجل
    - هامشيات الرأس
      - قرنيات الوجه
      - عظائيات سميكة الرأس